# Bémécourt
Bémécourt – miejscowość i gmina we Francji, w regionie Normandia, w departamencie Eure.
Według danych na rok 1990 gminę zamieszkiwały 414 osoby, a gęstość zaludnienia wynosiła 24 osoby/km² (wśród 1421 gmin Górnej Normandii Bémécourt plasuje się na 520. miejscu pod względem liczby ludności, natomiast pod względem powierzchni na miejscu 91.).